# Dekemastate
Dekemastate of Dekema State is een state en museum in Jelsum in de Nederlandse provincie Friesland.

## Geschiedenis
De woning werd genoemd naar de familie Dekema, die in de 16e eeuw in de state woonde. De laatste familie die in de state woonde, was de familie Van Wageningen, die er woonden van 1791 tot 1996. De noodzaak om ingrijpend te restaureren bracht de familie ertoe om het bezit over te dragen aan de Stichting Old Burger Weeshuis te Leeuwarden. Sinds enkele jaren is de state toegankelijk voor bezoekers en wordt zij niet meer bewoond.
Zoals met vele Friese states het geval is, is ook Dekema State gegroeid uit een eenvoudig vierkant, verdedigbaar stenen huis, een stins. Oorspronkelijk Fetza State genoemd, veranderde de naam in Camstra State toen in de 15e eeuw de familie Camstra er kwam wonen. Begin 16e eeuw huwde Reynsk van Camstra met Hette van Dekema. Ondanks de latere eigenaren, Unia, Doys, Houth en van Wageningen, heeft de state tot op heden de naam Dekema State behouden. In 1791 trouwde de erfgename Juliana Elisabeth Maria Houth met Gerardus van Wageningen uit Dordrecht. Door dit huwelijk kwam het huis aan de familie Van Wageningen, die er tot 1996 gewoond heeft. Nu is een stichting eigenaar. Als eerbetoon aan de familie Van Wageningen heeft de Vereniging van Vrienden en vriendinnen van Dekema State in het seizoen 2004 de inrichting van de state aangevuld met allerlei voorwerpen afkomstig van de familie Van Wageningen.

## Museum
De state is ingericht "alsof de bewoners even weg zijn" en wel in de tijd van net voor de Tweede Wereldoorlog. Het museum toont alles wat deze denkbeeldige bewoners in de vertrekken neergelegd en neergezet zouden kunnen hebben. Voor de inrichting is gebruikgemaakt van schilderijen en meubels die van oudsher op Dekema State thuishoren en van voorwerpen die van elders afkomstig zijn, zoals o.a. een belangrijke bruikleen van het Fries Museum.

## Tuinen
Rondom het gebouw ligt een klassieke tuin. Deze bestaat uit een ommuurde tuin, die voornamelijk als moestuin wordt gebruikt, en een parkachtig gedeelte. Hier zijn in het voorjaar veel stinsenplanten te bewonderen. Langs de oprijlaan groeit bostulp en knikkende vogelmelk. Verder komt er daslook, Italiaanse aronskelk en donkere ooievaarsbek voor.
Vanaf de 17e eeuw werden de tuinen steeds aangepast aan het veranderende modebeeld op tuingebied. De aanleg rond Dekema State was minder onderhevig aan modegrillen omdat de opbrengsten van de landerijen voorop stonden. De tuinen dienden voornamelijk om te voorzien in de eerste levensbehoeften van de bewoners. Toch zijn er op de Dekema State verschillende stijlen van tuinaanleg te herkennen. De tuin werd eenvoudig ingericht en aangeplant. Singels, boomgaard en een moestuin maakten het geheel compleet. Van 1702 tot 1706 zou J.G. Semler werkzaam zijn geweest bij Dekema State. Semler was hovenier van de stadhouder en verantwoordelijk voor het onderhoud van de Prinsentuin in Leeuwarden

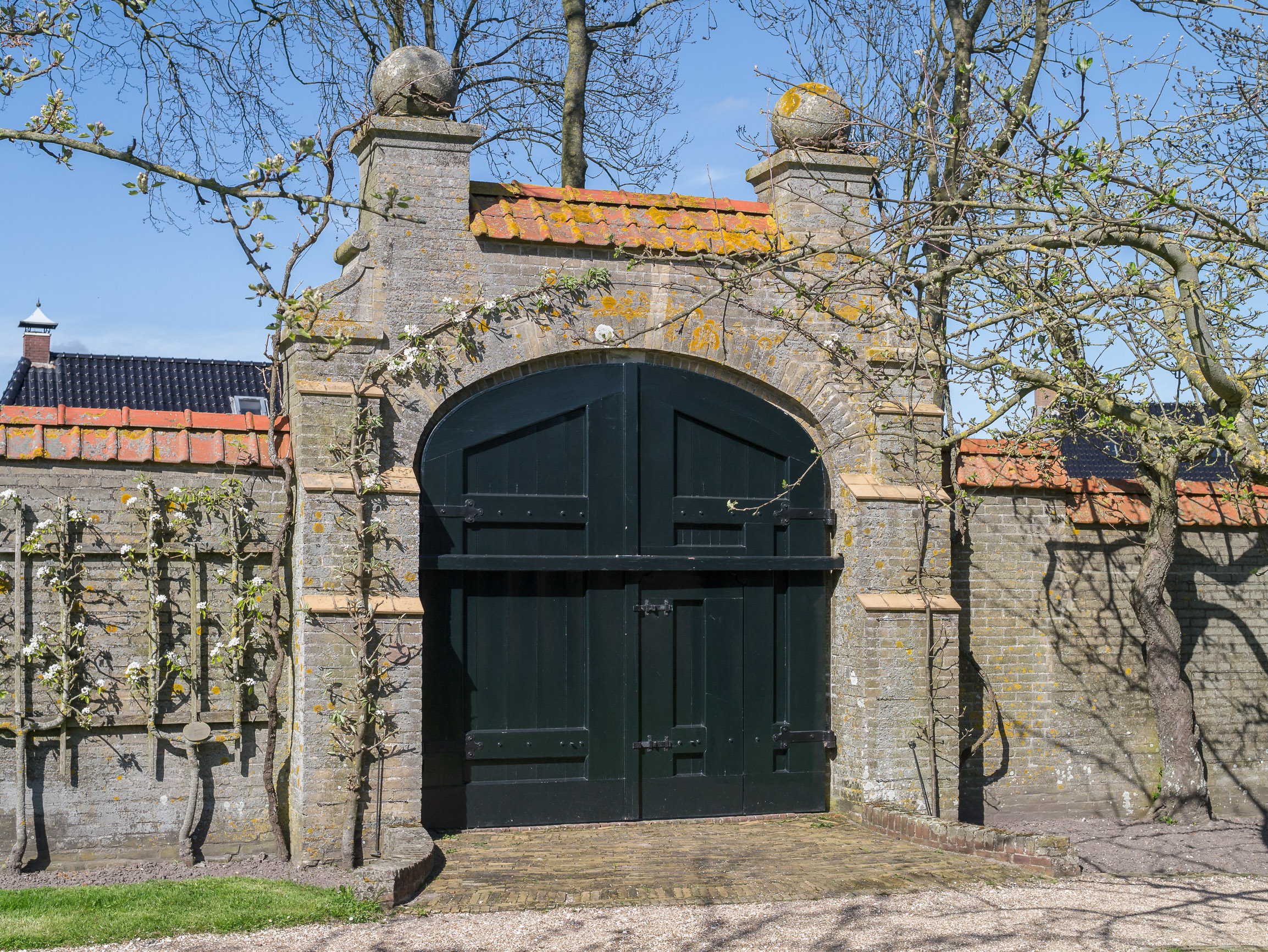
Tuinmuur met poort
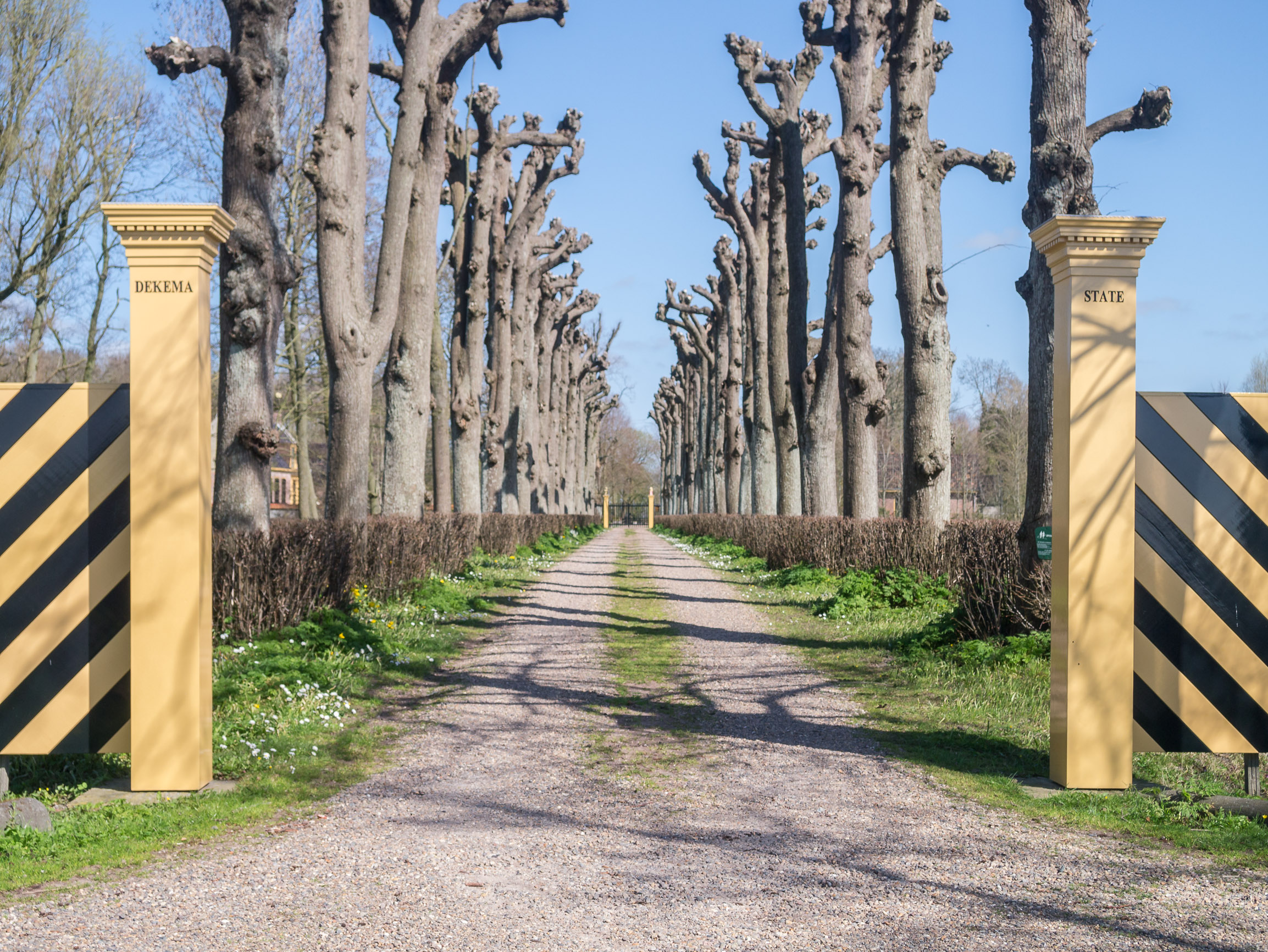
Oprijlaan
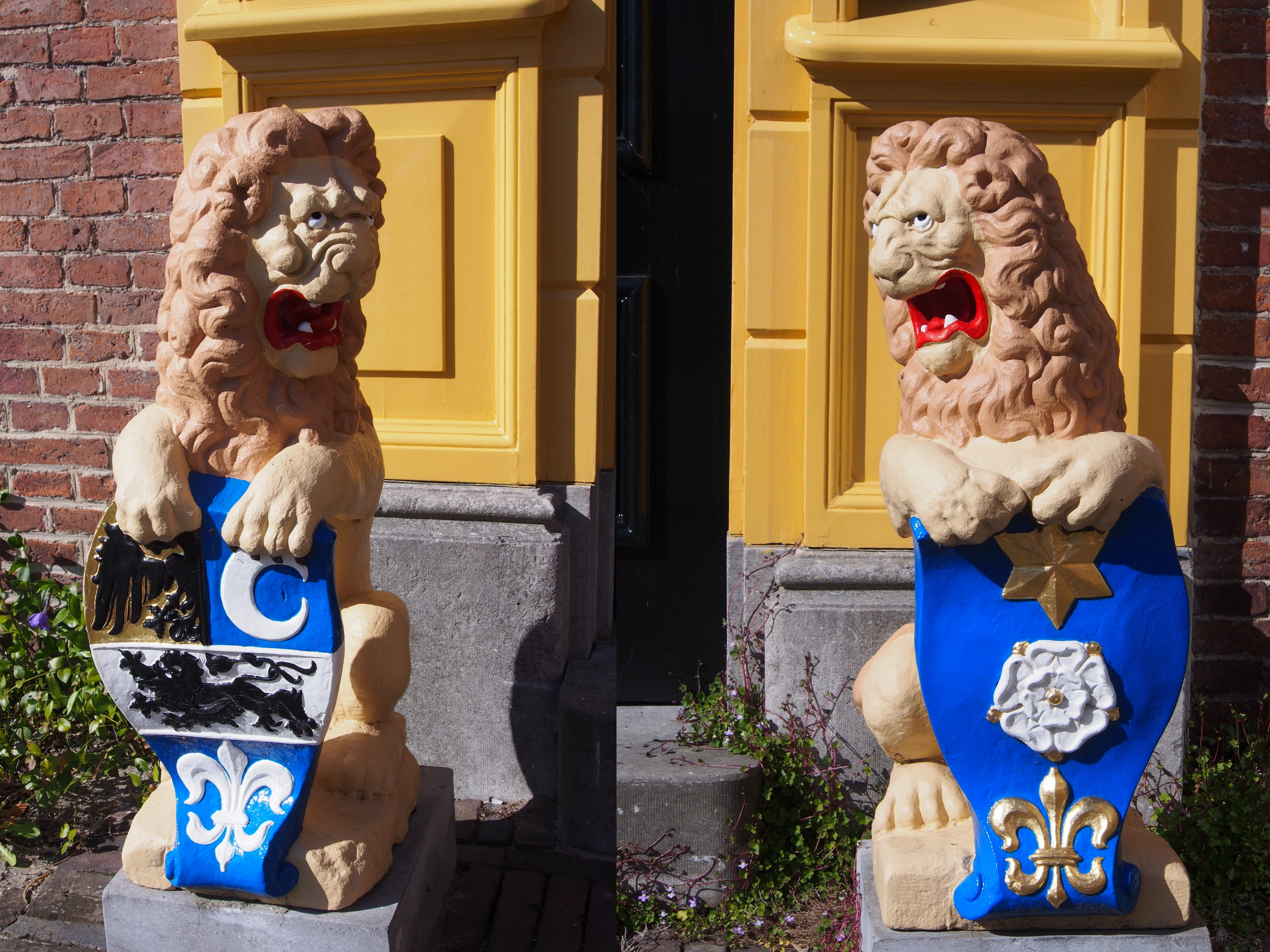
Beelden
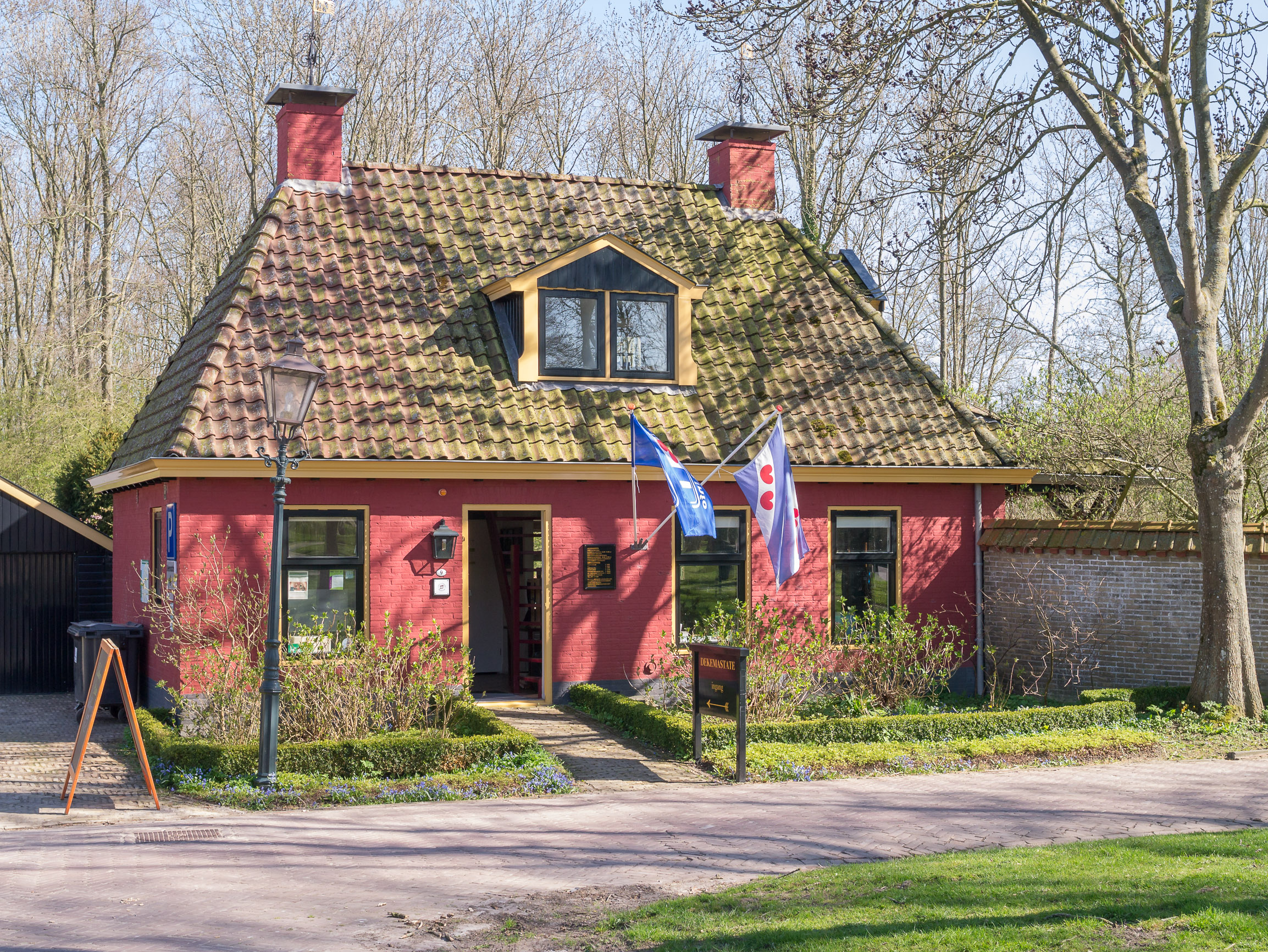
Tuinmanswoning